# 広島スカラ座
広島スカラ座（ひろしまスカラざ）は、かつて広島県広島市中区基町にあった映画館である。岡山県倉敷市の岡本興業株式会社が運営していた。

## 特色
広島朝日ビルディング（朝日新聞広島総局が入居しているビル、2010年に閉館）の7階にあった。座席数は828席と、中国・四国地方、さらには西日本で最大の規模を誇る映画館であった。
広島スカラ座移転前は、広島朝日会館として2003年（平成15年）3月まで営業していた。朝日会館としての最後の映画は『タキシード』。映画館の生き残り策として同年7月、座席数が多い現在の場所に移転した。
初代の広島スカラ座は、えびす通り商店街の福屋八丁堀本店の横にあった。現在は、ネットカフェになっている。
1972年（昭和47年）から1975年（昭和50年）の松竹東洋座・広島名画座の立て替え時には、一時的に松竹封切館業務も行っていた。
松竹東急系（丸の内ピカデリー系）の映画を洋画・邦画問わず上映されていた。

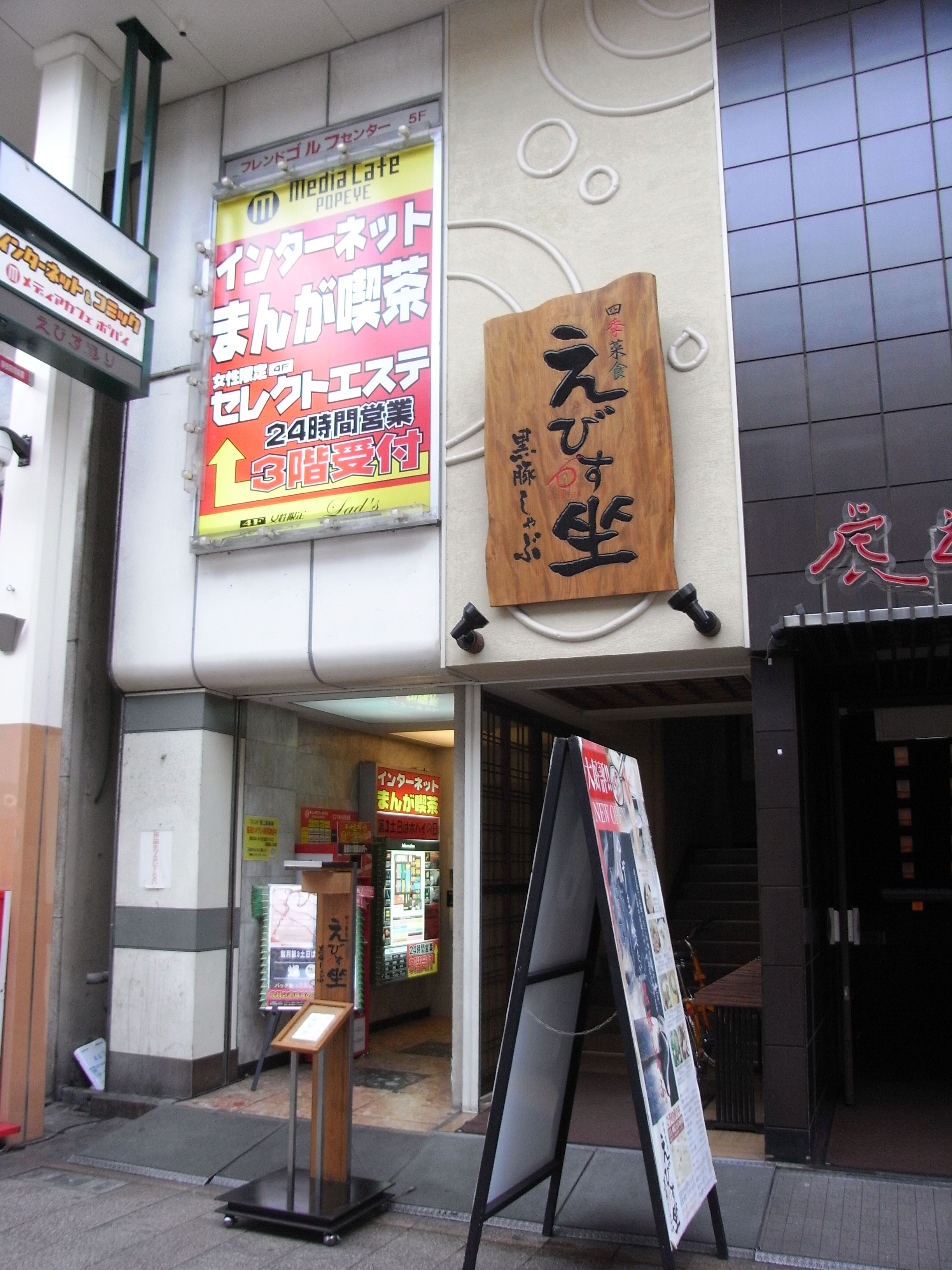
以前スカラ座（初代）があった建物

## 沿革
- 1958年（昭和33年）12月16日：「広島朝日会館」としてオープン。当初は映画上映のほか、講演会、発表会等にも利用できる多目的ホールであった。
- 1966年（昭和41年）：「広島スカラ座」が開館。朝日ビルとは別の場所にあった。定員360人。
- 2003年（平成15年）：朝日会館の閉館に伴い、広島スカラ座が運営を引き継ぐ形で移転。
- 2009年（平成21年）：9月6日（日）をもって閉館。サヨナラ興行はスカラ座史上最高興収を記録した『ラスト サムライ』[1]。広島都心部の丸ピカ系のチェーンは広島ルーブルに引き継がれたが、11月13日をもって閉館した。